# Kalasha minuta
Kalasha minuta är en insektsart som beskrevs av Shen och Zhang 1995. Kalasha minuta ingår i släktet Kalasha och familjen dvärgstritar. Inga underarter finns listade i Catalogue of Life.